# Annemette Jensen
Annemette Jensen (Roskilde, 11 april 1972) is een voormalige Deense marathonloopster. Ze werd Deens kampioene op diverse lange afstanden. Ze vertegenwoordigde haar land eenmaal op de Olympische Spelen.

## Loopbaan
In 2003 werd Jensen 23e op de marathon tijdens de wereldkampioenschappen in Parijs. In 2004 werd ze 49e op de Olympische Spelen van Athene in 2:50.01. De Japanse Mizuki Noguchi won deze wedstrijd in 2:26.20. 
Jensen liep diverse andere marathons, waarvan ze die van Kopenhagen tussen 2002 en 2008 liefst viermaal won. Daarnaast wist zij alleen in 2004 de marathon van Zürich te winnen in een persoonlijke recordtijd van 2:30.04. Twee jaar later werd ze daar tweede in 2:41.17.

## Titels
- Deens kampioene 5000 m - 1999, 2000
- Deens kampioene 10.000 m - 2001
- Deens kampioene halve marathon - 2000, 2005

## Persoonlijke records
Baan
| Onderdeel | Prestatie | Datum       | Plaats   |
| --------- | --------- | ----------- | -------- |
| 3000 m    | 9.36,07   | 24 mei 2003 | Belgrado |
| 5000 m    | 16.00,40  | 8 juli 2000 | Kaunas   |
| 10.000 m  | 33.24,45  | 21 mei 1999 | Aarhus   |

Weg
| Onderdeel      | Prestatie | Datum         | Plaats              |
| -------------- | --------- | ------------- | ------------------- |
| 20 km          | 1:09.45   | 10 maart 2002 | Alphen aan den Rijn |
| halve marathon | 1:11.36   | 30 maart 2003 | Den Haag            |
| marathon       | 2:30.07   | 4 april 2004  | Zürich              |

## Palmares

### 5000 m
- 1997:  Europese beker - 16.41,78

### 10.000 m
- 1999:  Nordic Challenge - 33.24,45
- 1999:  Universiade - 33.36,11
- 2004:  Nordic Challenge - 33.36,44
- 2005:  Nordic Challenge - 34.20,28
- 2005: 10e Europese beker - 33.35,17
- 2006:  Nordic Challenge - 34.40,35

### halve marathon
- 1998: 36e WK - 1:13.47
- 1999: 43e WK - 1:16.47
- 2000: 25e WK - 1:16.26
- 2001: 41e WK - 1:14.24
- 2002: 5e City-Pier-City Loop - 1:12.40
- 2002: DNF WK
- 2003:  City-Pier-City Loop - 1:11.36
- 2005: 14e City-Pier-City Loop - 1:17.34

### marathon
- 1998: 5e marathon van Amsterdam - 2:39.23
- 1999: 13e Chicago Marathon - 2:36.02
- 2000: 6e marathon van Praag - 2:35.33
- 2000: 17e marathon van Berlijn - 2:40.29
- 2001: 6e marathon van Frankfurt - 2:33.21
- 2001: 5e marathon van Hamburg - 2:35.06
- 2002:  marathon van Kopenhagen - 2:49.31
- 2002: 9e EK - 2:37.27
- 2003: 9e marathon van Hamburg - 2:33.36
- 2003: 23e WK - 2:31.55
- 2003: 23e marathon van Berlijn - 2:43.30
- 2003:  marathon van Kopenhagen - 2:48.52
- 2004:  marathon van Zürich - 2:30.06
- 2004: 49e OS - 2:50.01
- 2004: 18e New York City Marathon - 2:45.28
- 2004:  marathon van Kopenhagen - 2:42.18
- 2005: 7e marathon van Berlijn - 2:38.44
- 2006:  marathon van Zürich - 2:41.17
- 2006: 19e EK - 2:39.29
- 2007: 11e marathon van Hamburg - 2:35.00
- 2008:  marathon van Kopenhagen - 2:36.08
- 2008: 11e marathon van Berlijn - 2:37.04
- 2009: 46e WK - 2:42.03
- 2009: 35e Chicago Marathon - 2:54.24

### veldlopen
- 1997:  Nordic Challenge - 15.04